# Maison de Grandpré
Pour les articles homonymes, voir Grandpré (homonymie).
La Maison de Grandpré est une famille féodale du Moyen Âge, originaire du village de Grandpré, en Ardennes, et qui était vassale des comtes de Champagne.

## Origines
Le comté de Grandpré est probablement constitué sur les débris de l’ancien comté de Dormois vers l’An Mil. Son premier comte connu est Hescelin Ier. Ce prénom d'origine germanique, est probablement un diminutif pour Heinrich ou Henri.

## Généalogie

### Branche principale
- Hescelin Ier de Grandpré, premier seigneur connu de Grandpré au début du XIe siècle. Il épouse une femme prénommée Hersende (peut être issue de la maison de Florennes, de Rumigny ou de Verdun), de qui il aurait eu quatre enfants :
  - Hermann de Grandpré, qui suit.
  - Richard de Grandpré, évêque de Verdun sous le nom de Richard Ier, de 1040 jusqu'à sa mort en 1046.
  - Baudouin de Grandpré, cité dans une charte de 1064.
  - Berold de Grandpré, cité dans une charte de 1040.

- Hermann de Grandpré, comte de Grandpré. Il épouse une femme prénommée Judith (peut être issue de la maison de Roucy), de qui il aurait eu cinq enfants :
  - Hescelin II de Grandpré, qui suit.
  - Richard de Grandpré, évêque de Verdun sous le nom de Richard II, de 1107 jusqu'à sa mort en 1114.
  - Renaud de Grandpré, cité dans une charte de 1040 et une autre de 1064.
  - Baudouin de Grandpré, qui participe à la première croisade avec Dudon de Clermont et Wigebert de Laon. Il meurt vers 1100 en Terre Sainte.
  - Ermentrude de Grandpré, qui aurait épousé un homme issu de la maison de Harensey, puis Gozelon, comte de  Montaigu et avoué de Saint-Barthélemy de Liège.

- Hescelin II de Grandpré († vers 1097), comte de Grandpré. Il épouse une sœur du comte Roger de Porcien mais dont le prénom est inconnu, de qui il a au moins un enfant :
  - Henri Ier de Grandpré, qui suit.

- Henri Ier de Grandpré († entre 1148 et 1151), comte de Grandpré et de Porcien. Il épouse Ermentrude de Joux, probable fille de Conon Faucon, seigneur de Grandson, et de son épouse Aélis de Ramerupt, de qui il a cinq enfants :
  - Henri II de Grandpré, comte de Grandpré après son père, qui suit.
  - Geoffroy de Grandpré, comte de Porcien après son père, qui suit plus loin.
  - Renaud de Grandpré, seigneur de Sommepy.
  - Robert de Grandpré, archidiacre puis évêque de Chalon-sur-Saône de 1185 à 1215.
  - Alix de Grandpré, qui épouse Godefroy, comte de Durbuy, fils d'Henri Ier de Namur, comte de Durbuy, puis Gottfried II von Esch.

- Henri II de Grandpré († entre 1188 et 1190), comte de Grandpré. Il épouse Liutgard de Luxembourg, fille de Guillaume Ier, comte de Luxembourg, et de Liutgard von Beichlingen, de qui il a trois enfants :
  - Henri III de Grandpré, qui suit.
  - Robert de Grandpré, évêque de Verdun de 1208 jusqu'en février 1217 où le pape Honorius III le condamne et le destitue. Il meurt peu après, le 24 août 1217.
  - un autre fils, cité comme décédé dans un acte de 1163.

- Henri III de Grandpré († en 1211), comte de Grandpré. Il épouse en premières noces après 1197 Isabelle ou Mélissende de Coucy, fille de Raoul Ier, seigneur de Coucy, et d’Agnès de Hainaut, veuve de Raoul, comte de Roucy, de qui il a deux enfants. Veuf, il épouse en secondes noces vers 1200 Ada d’Avesnes, dame de Hans, fille de Jacques Ier, seigneur d’Avesnes, et d’Adeline de Guise, de qui il a quatre enfants :
  - de (1) : Henri IV de Grandpré, qui suit.
  - de (1) : Isabelle de Grandpré, qui épouse Gautier II, seigneur d'Arzillières.
  - de (2) : Jacques de Grandpré, seigneur de Hans, qui suit plus loin.
  - de (2) : Geoffroy de Grandpré, prévôt de Montfaucon puis évêque de Châlons de 1239 à 1247.
  - de (2) : Yolande de Grandpré, qui épouse Pierre, seigneur de Bayonville.
  - de (2) : une fille qui devient religieuse.
  - de (2) : Ade de Grandpré de Hans (1206-1239), qui épouse en 1224 Raoul III de Nesle, comte de Soissons (1150-4 janvier ou février 1235), fils Raoul II de Nesle et de Gertrude de Montaigu

- Henri IV de Grandpré († en 1229), comte de Grandpré. Il épouse Marie de Garlande, fille de Guillaume IV de Garlande et d’Adèle de Châtillon, de qui il a trois enfants :
  - Henri V de Grandpré, qui suit.
  - Jean de Grandpré, cité dans une charte non datée.
  - Alix de Grandpré, qui épouse Jean de Joinville, sénéchal de Champagne et seigneur de Joinville, dont elle a 2 enfants.

- Henri V de Grandpré († en 1287), comte de Grandpré. Il épouse Isabelle de Brienne-Ramerupt, fille d'Érard de Brienne-Ramerupt et de Philippa de Champagne, de qui il a quatre enfants :
  - Henri VI de Grandpré, qui décède avant son père, seigneur de Livry, tige de la branche dite de Houffalize, qui suit plus loin.
  - Jean Ier de Grandpré, qui suit.
  - Isabelle de Grandpré, qui épouse Hugues IV, comte de Rethel, fils de Manassès V de Rethel et d'Élisabeth d'Écry, d'où postérité. Veuve, elle épouse ensuite Nicolas de Charbogne.
  - Marguerite de Grandpré, qui épouse le seigneur de Bolandre.

- Jean Ier de Grandpré († en 1313 et 1314), comte de Grandpré. Il épouse Jeanne d'Eloi dont la parenté est inconnue de qui il a sept enfants :
  - un fils non nommé, peut-être issu d'un premier mariage, qui serait décédé lors de la bataille de Courtrai en 1302.
  - Jean II de Grandpré, qui suit.
  - une fille qui épouse Eustache III de Conflans, seigneur de Mareuil et vicomte d'Hostel.
  - Isabelle de Grandpré, qui épouse Guillaume de Thil, seigneur de Thil et de Marigny, fils de Pons de Thil et d'Agnès de Traînel.
  - Henri de Grandpré, seigneur de Buzancy.
  - Jeanne de Grandpré, qui épouse Adam de Hellebecq.
  - une fille qui est la dame de Manre et de Vieux-lès-Meure et qui est la mère ou la grand-mère de Marguerite de Hangard ou Hougart, dame de Manre et de Vieux-lès-Meure, qui épouse Édouard du Bois, seigneur de Termes.

- Jean II de Grandpré († entre 1373 et 1375), comte de Grandpré. Il épouse Catherine de Châtillon, veuve de Jean de Picquigny, seigneur d´Ailly, fille d'Hugues de Chatillon, Seigneur de Leuze, et de Jeanne, dame de Dargies et de Catheux, de qui il a deux enfants :
  - Édouard Ier de Grandpré, qui suit.
  - Ferry de Grandpré, seigneur de Verpel, Voncq et Quatre-Champs, qui suit plus loin.

- Édouard Ier de Grandpré († avant 1396), comte de Grandpré. Il épouse en premières noces une femme prénommé Isabelle dont le nom de famille est inconnu et de qui il a deux enfants. Veuf, il épouse en secondes noces Isabelle de Flandre, dame de Lonny, mais ils n'ont pas de postérité ensemble.
  - Jean III de Grandpré, qui suit.
  - Édouard II de Grandpré, qui suit plus loin.

- Jean III de Grandpré († après 1415), comte de Grandpré. Il épouse Isabelle de Jumelles, veuve de Jean de Dixmude, seigneur d’Aure et de Malmy, de qui il a un enfant :
  - Louis de Grandpré, qui suit.

- Louis de Grandpré († après 1447), comte de Grandpré. Probablement mort jeune sans union ni postérité.

- Édouard II de Grandpré († en 1470), comte de Grandpré à la mort de son neveu. Il épouse Mathilde de Rubempré de qui il a deux enfants :
  - Louis de Grandpré, probablement mort jeune avant son père sans union ni postérité.
  - Gobert de Grandpré, qui suit.

- Gobert de Grandpré († après 1484), seigneur de Cornay et de Fléville. Il épouse Claude du Bois, fille d'Antoine du Bois, seigneur de Manres et de Termes, et de Jeanne de Chenery, de qui il a deux enfants :
  - Jeanne de Grandpré, dame de Cornay, Lançon, Fléville et Binarville, qui épouse Pierre de Pavant, puis Henri de Pouilly, d'où postérité.
  - Béatrix de Grandpré, qui épouse Geoffroy Issenard, deigneur de Landres.

### Branche de Porcien
- Geoffroy Ier de Grandpré († après 1179), seigneur de Château-Porcien et de Balham. Il épouse Alix de Bazoches, fille de Gervais de Bazoches et d'Hawise de Rumigny, de qui il a au moins trois enfants :
  - Geoffroy II de Grandpré, qui suit.
  - d'autres garçons cités comme frères de Geoffroy II, mais non nommé, dans une charte de 1187.

- Geoffroy II de Grandpré († entre 1196 et 1206), seigneur de Château-Porcien et de Balham. Il épouse Élisabeth de Rozoy, fille de Renaud, seigneur de Rozoy, et de Juliane de Rumigny, de qui il a six enfants :
  - Raoul de Grandpré, qui suit.
  - Geoffroy de Grandpré, , cité dans des chartes de 1196, 1206 et 1211.
  - Guy de Grandpré, cité dans des chartes de 1196 et 1206.
  - Henri de Grandpré, cité dans une charte de 1206.
  - Guichard de Grandpré, chanoine à Reims.
  - une fille citée mais non nommée dans une charte de 1206.

- Raoul de Grandpré († en 1218), seigneur de Château-Porcien. Il épouse Agnès de Bazoches, fille de Nicolas Ier de Bazoches, seigneur de Bazoches, et d'Agnès de Chérisy, de qui il a cinq enfants :
  - Geoffroy III de Grandpré, qui suit.
  - Henri de Grandpré, cité dans des chartes de 1246 et 1247.
  - Gui de Grandpré, évêque de Soissons de 1245 à 1250. Il meurt à proximité de Massoure en Égypte le 5 avril 1250 lors de la septième croisade
  - Guichard de Grandpré, chanoine à Reims.
  - Isabelle de Grandpré, qui épouse Gilles de Rozoy et qui devient dame de Château-Porcien à la mort de son frère Geoffroy III.

- Geoffroy III de Grandpré († en 1248), seigneur de Château-Porcien. Il épouse en premières noces une femme prénommée Marguerite mais dont le nom de famille est inconnu et de qui il a deux enfants. Veuf, il épouse en secondes noces Félicité de Traînel, fille de Garnier IV de Traînel, seigneur de Marigny, et d'Hélisende de Rethel, mais ils n'ont pas de postérité ensemble.
  - Jean de Grandpré, mort avant son père sans union ni postérité.
  - Aufelize de Grandpré, qui épouse Henri, seigneur de Saint-Loup-Champagne.

### Branche de Hans
- Jacques Ier de Grandpré († avant 1249), seigneur de Hans. Il épouse Helvide de Barbançon, veuve d'Egidius II Berthout, seigneur de Keerbergen et seigneur de Berlaer († 1250), fille de Gilles de Barbancon, de qui il a quatre enfants :
  - Henri Ier de Grandpré-Hans, qui suit.
  - Jacques de Grandpré-Hans, cité dans des chartes de 1267, 1297 et 1335. Il épouse Agnès de Noviant.
  - Geoffroy de Grandpré-Hans, cité dans une charte de 1267.
  - Pierre de Grandpré-Hans, archidiacre puis évêque de Châlons de 1247 à 1261.

- Henri Ier de Grandpré-Hans († après 1315), seigneur de Hans. Il épouse Ermine de Châlons, fille d'Hugues III, vidame de Châlons, et de Marguerite de Milly, de qui il a un enfant :
  - Jacques II de Grandpré-Hans, qui suit.

- Jacques II de Grandpré-Hans († avant 1353), seigneur de Hans. Il épouse Alix des Armoises, fille de Boudouin des Armoises, de qui il a six enfants :
  - Henri II de Grandpré-Hans, qui suit.
  - Jacques de Grandpré-Hans, seigneur de Chevières.
  - Marguerite de Grandpré-Hans, qui épouse Geoffroy de Rosières, seigneur de Ligneville.
  - Catherine de Grandpré-Hans, qui épouse Friedrich IX comte de Leiningen-Dagsburg (Linange-Dabo), fils de Friedrich VII comte de Leiningen-Dagsburg.
  - Jeanne de Grandpré-Hans, qui épouse Renier Seigneur d’Aufrécourt.
  - Alix de Grandpré-Hans, qui épouse Jean Pasté, seigneur du Bois Malesherbes.

- Henri II de Grandpré-Hans († entre 1370 et 1377), seigneur de Hans. Il épouse Béatrix de Commercy, fille de Jean de Saarbrücken, seigneur de Commercy, et d'Alix de Joinville, dame de Venisy, de qui il a cinq enfants :
  - Henri III de Grandpré-Hans, qui suit.
  - Jacques de Grandpré-Hans, seigneur de Thénorgues. de Thénorgues.  Il épouse Jeanne de Joinville, veuve de Guillaume de Saux, seigneur d’Epense, Cernon et Bouconville.
  - Simon de Grandpré-Hans, cité dans une charte de 1392.
  - Agnès de Grandpré-Hans, qui épouse Jean d’Arrentières.
  - Jeanne de Grandpré-Hans, qui épouse Simon de Joinville, seigneur de Beaupré.

- Henri III de Grandpré-Hans († entre après 1436), seigneur de Hans. Il épouse en premières noces Marie de Lor, fille de Gauthier de Lor, seigneur de Brais, et de Marguerite de Walcourt, de qui il a deux enfants. Veuf, il épouse en secondes noces Isabelle d’Estouteville, veuve de Gauthier de Vienne, seigneur de Mirebel, et de Jean de Béthune, seigneur de Locres et de Mareuil, fille de Robert VII, seigneur d’Estouteville, et de Marguerite de Montmorency, mais ils n'ont pas d'enfant ensemble.
  - Agnès de Grandpré-Hans, qui épouse probablement Thomas de Coucy, seigneur de Vervins.
  - Jacques III de Grandpré-Hans, qui suit.

- Jacques III de Grandpré-Hans († entre 1465 et 1478), seigneur de Hans. Il épouse Isabelle de Béthune, fille de Jean de Béthune, deigneur de Locres et de Mareuil, et d'Isabelle d’Estouteville, de qui il a au moins trois enfants :
  - Henri IV de Grandpré-Hans, qui suit.
  - deux autres fils cités mais non nommés dans une charte de 1478.

- Henri IV de Grandpré-Hans († entre 1480 et 1484), seigneur de Hans. Il épouse Jacqueline de Ghistelles, de qui il a deux enfants. Il a également un fils illégitime d'une femme inconnue.
  - Jacques IV de Grandpré-Hans, qui suit.
  - Marie de Grandpré-Hans, qui épouse Raoul de Coucy, seigneur de Vervins.
  - Jacques bâtard de Hans, cité dans une charte de 1478.

- Jacques IV de Grandpré-Hans († entre 1516 et 1519), seigneur de Hans. Il épouse Louise de Hangest, fille de Guillaume de Hangest, baron d’Arzillières, de Dampierre-en-Astenois, de Blaise, d’Hauteville et de Landricourt, et de Marguerite de Torcenai, de qui il a deux enfants :
  - Guillaume de Grandpré-Hans, qui suit.
  - Madeleine de Grandpré-Hans, dame de Hans après son frère, qui épouse Heinrich, Graf von Leiningen (comte de Linange), fils d'Emich Graf von Leiningen-Dagsburg und Hartenburg, seigneur d’Apremont, et d'Anna von Elter, puis en secondes noces François de Cadenet.

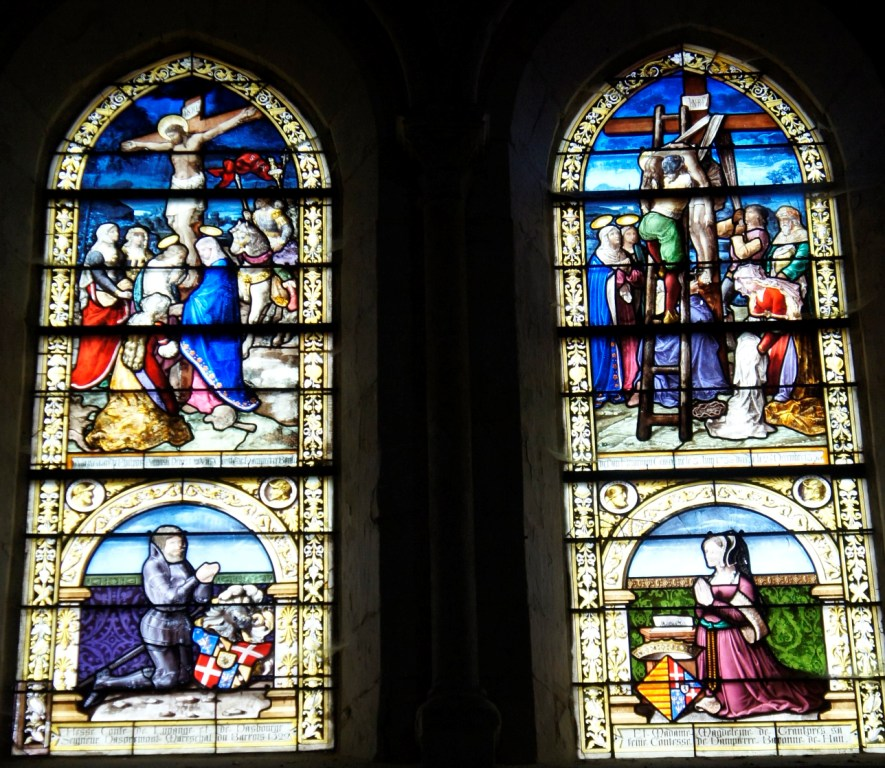
Hesse, maréchal du Barrois en 1529, comte de Linange et de Dabo (Leiningen-Dagsburg), seigneur d'Aspremont et Magdeleine de Grandprés sa femme, comtesse de Dampierre et baronne de Hans
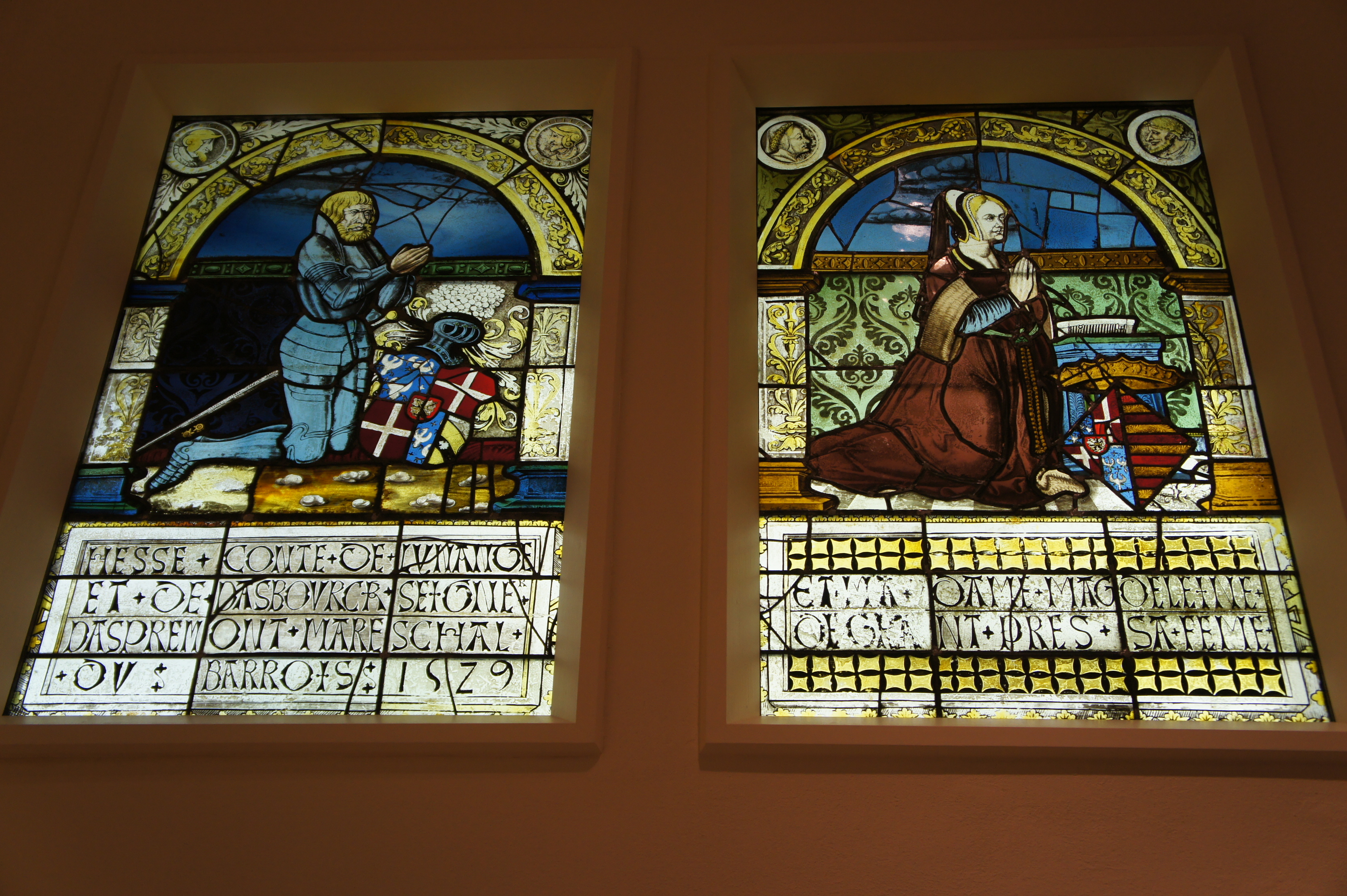
Hesse de Linange (alias Hesso Graf von Leiningen, seigneur d'Apremont), mort en 1530, et son épouse, Madeleine de Grandpré (alias Madeleine de Hans), morte après 1544; pour la chapelle de l'église du couvent franciscain des Sœurs Grises, aujourd'hui en ruines, à Ormes-et-Ville en Lorraine; vitraux aujourd'hui conservés au Metropolitan Museum of Art

- Guillaume de Grandpré-Hans († en 1526), seigneur de Hans, probablement mort jeune et sans union ni postérité.

### Branche de Houffalize
- Henri VI de Grandpré († avant 1287), mort avant son père. Seigneur de Livry. Il épouse Maure de Montfort, dame d'Epernon, veuve de l'infante don Fernando de Castilla, comte d’Aumâle, fille d'Amaury VII de Montfort, ex-Duc de Narbonne, et de Béatrix de Viennois, dont il n'a pas d'enfant. Veuf, il épouse en secondes noces Isabelle de Durbuy, fille de Gérard de Limbuurg, seigneur de Durbuy, et de Mechtild von Kleve, dont il a un enfant :
  - Gérard de Grandpré, qui suit.

- Gérard de Grandpré († entre 1352 et 1356), bien qu'aîné de la branche principale, il ne succède pas à son grand-père Henri V, probablement à cause de sa jeunesse, au profit de son oncle paternel Jean Ier de Grandpré. Seigneur de Houffalize par son mariage avec Béatrix de Luxembourg, fille d'Henri, bâtard de Luxembourg, et d'Isabelle de Houffalize, dont il a quatre enfants. Veuf, il épouse en secondes noces Isabelle van Oudenaarde, veuve de Guillaume de Mortagne, deigneur de Rumes, fille d'Arnoud V van Oudenaarde et d'Isabelle de Sebourg, dont il n'a pas de postérité.
  - Thierry de Grandpré, qui suit.
  - Gérard de Grandpré, cité dans un acte.
  - Henri de Grandpré, cité dans des actes de 1323 et 1352. Peut-être abbé de Stavelot.
  - Philippa de Grandpré, qui épouse Heinric IV von Salm, fils de Wilhelm III von Salm et de Catherine de Prouvy.

- Thierry Ier de Grandpré († après 1365), seigneur de Houffalize. Il épouse Agnès de Berlaimont, dame de la Flamengerie et de la Chapelle en Thiérache, fille de Gilles de Berlaimont, avoué de la Flamengerie et de la Chapelle en Thiérache, de qui il a quatre enfants :
  - Thierry de Grandpré, qui suit.
  - Philippa de Grandpré, dame de Houffalize après son frère, qui épouse Gérard, seigneur d’Argenteau, d'où postérité.
  - Agnès de Grandpré, dame de la Flamengerie et de la Chapelle en Thiérache, qui épouse Gauthier de Rochefort, seigneur de Haneffe et d’Ochain, fils de Thierry, seigneur de Walcourt et de Rochefort, et d'Agnès de Haneffe.
  - Mathilde de Grandpré, qui épouse Walter von Meisenburg von Büdingen.

- Thierry II de Grandpré, seigneur de Houffalize, probablement mort sans union ni postérité.

### Branche de Verpel, Voncq et Quatre-Champs
- Ferry Ier de Grandpré († après 1418), seigneur de Verpel, Voncq et Quatre-Champs, combat à la bataille d'Azincourt en 1415, tué à Paris en 1418. Il épouse Marguerite de Barbançon, de qui il a au moins deux enfants :
  - Jeanne de Grandpré, qui épouse Jacques de Boham, seigneur de Vaucelles et de Boham, puis Jacques de la Charmoye.
  - Édouard  de Grandpré, qui suit.

- Édouard  de Grandpré, seigneur de Voncq et Quatre-Champs. Le nom de son épouse est inconnu mais il a au moins un enfant :
  - Ferry II de Grandpré, qui suit.

- Ferry II de Grandpré, seigneur de Voncq et Quatre-Champs. Il épouse Isabelle d’Hellebecke, de qui il a plusieurs enfants :
  - Henri de Grandpré, qui suit.
  - plusieurs autres enfants non nommés dans les chartes.

- Henri de Grandpré, seigneur de Voncq et Quatre-Champs. Il épouse Anne d’Autruy, de qui il a plusieurs enfants :
  - Jacques de Grandpré, qui suit.
  - au moins une autre fille.

- Jacques de Grandpré, seigneur de Voncq et Quatre-Champs. Il épouse Légère Thibault, dame de La Corbie et de La Barre, de qui il a au moins un enfant :
  - Pierre de Grandpré, qui suit.

- Pierre de Grandpré, seigneur de Voncq et Quatre-Champs. Il épouse Marie Gravoise, de qui il a au moins un enfant :
  - César de Grandpré, qui suit.

- César de Grandpré, seigneur de Voncq et Quatre-Champs. Il épouse Marguerite de Loré, de qui il a au moins un enfant :
  - Marguerite de Grandpré, qui épouse Pierre de Guillever, seigneur du Verger, dont elle a au moins un enfant :
    - Pierre de Guillever.